# Shahrestān-e Shemīrānāt
Shahrestān-e Shemīrānāt (persiska: شهرستان شميرانات, شميرانات) är en delprovins (shahrestan) i Iran.   Den ligger i provinsen Teheran, i den norra delen av landet, 30 km nordost om huvudstaden Teheran.
Delprovinsen hade 47 279 invånare 2016.